# T̕
T̕ (t̕ en minuscule), appelé T virgule sucrite à droite, est une lettre latine utilisée dans les romanisations ISO 9985 et DIN 32706 de l’alphabet arménien et dans les romanisations ISO 9984 et DIN 32707 de l’alphabet géorgien.

## Utilisation
Le T virgule suscrite à droite ‹ t̕ › est utilisé dans les romanisations ISO 9985 et DIN 32706 de l’alphabet arménien pour translittérer le t’o ‹ թ ›, par exemple dans la translittération de Դավիթ ‹ Davit̕ ›.
Le T virgule suscrite à droite ‹ t̕ › est utilisé dans les romanisations ISO 9984 et DIN 32707 de l’alphabet géorgien pour translittérer le than ‹ თ ›.

## Représentations informatiques
Le T virgule suscrite à droite peut être représenté avec les caractères Unicode suivants : 
- décomposé (latin de base, diacritiques) :

| formes    | représentations | chaînes de caractères | points de code | descriptions                                           |
| --------- | --------------- | --------------------- | -------------- | ------------------------------------------------------ |
| capitale  | T̕               | T◌̕                    | U+0054 U+0315  | lettre majuscule latine t diacritique virgule à droite |
| minuscule | t̕               | t◌̕                    | U+0074 U+0315  | lettre minuscule latine t diacritique virgule à droite |

## Sources
- BNF, « Translittération de l’arménien », sur BNF Kitcat, 14 janvier 2010 (consulté le 22 décembre 2020)
- BNF, « Translittération du géorgien », sur BNF Kitcat, 11 janvier 2010 (consulté le 22 décembre 2020)